# Dziewa
Dziewa – wieś w Polsce położona w województwie kujawsko-pomorskim, w powiecie inowrocławskim, w gminie Dąbrowa Biskupia.

## Historia
Pierwsza wzmianka o wsi pochodzi z 1252 r. - W średniowieczu we wsi znajdowała się kaplica, do której przyjeżdżali odprawiać msze kanonicy kolegiaty Św. Wita w Kruszwicy. Uposażenie tej kaplicy zwane było prebendą i przejęło nazwę od wsi, w której się znajdowało. Prebenda Dziewa jest wzmiankowana w najstarszym spisie świętopietrza z lat 1325-1327. Należała wtedy do kanoników kolegiaty Św. Piotra w Kruszwicy, którzy stopniowo przejmowali uposażenie kanoników od Św. Wita. Prawo patronatu nad prebendą przysługiwało królowi. W 1488 roku król Kazimierz Jagiellończyk podarował prebendę staroście kruszwickiemu Andrzejowi Oporowskiemu herbu Sulima. W XVI wieku przez niedopatrzenie archidiakona kruszwickiego Stanisława Mielżyńskiego, łąka należąca do prebendy Dziewa, została włączona do uposażenia probostwa w Pieraniu. W latach 1564–1565 prebendę Dziewa posiadał ksiądz Dąmbski. W latach 1578–1582 biskup włocławski Stanisław Karnkowski przekazał prebendę kapitule włocławskiej.
W 1710 roku posiadał Dziewę kustosz kapituły włocławskiej, kanonik poznański Franciszek Wysocki. W 1770 roku należała do Andrzeja Słubickiego herbu Prus II, miecznika inowrocławskiego. W 1774 roku była w posiadaniu Dąbkowskiego. W 1780 roku Dziewa wraz z karczmą Czajka należała do Daniela Mittelstaedta, który w tym roku sprzedał ją Aleksemu Malczewskiemu. W 1796 roku właścicielami wsi byli Maciej i Magdalena Szuwalscy. Ich córka Anna poślubiła Jana Sobeskiego. Sobescy stali się właścicielami Dziewy w 1841 roku. W 1865 roku sprzedali majątek Józefie Kapelańskiej. W 1881 roku wieś nabyli Niemcy Rudolf Timm i jego żona Wanda z domu Wegner. Wieś pozostawała w ręku rodziny Tim-mów do 1919 roku, kiedy to przeszła na własność Władysława Sucharskiego, po którym w 1927 roku dziedziczyła Pelagia Sucharska. W 1946 roku majątek przejął Skarb Państwa Polskiego.
w 1252 roku między Dziewą a Paprosem istniała komora celna przy przeprawie przez Bachorzę, z której cło pobierał kasztelan kruszwicki. W 1489 r. we wsi znajdowało się 11 łanów ziemi zasiedlonej i 1 łan opuszczony. W latach 1510–1511 dochody z 7 łanów w Dziewie czerpało starostwo inowrocławskie. W 2 poł. XVI w. znajdował się tu folwark i 4 łany ziemi chłopskiej. Wieś była wówczas zalewana przez jezioro Gopło wskutek spiętrzenia wód Noteci przez groblę młyńską w Mątwach. Od XIV do XVIII w. wieś należała do województwa inowrocławskiego. W latach 1655–1660 szkody wyrządziła wojna polsko-szwedzka. Zniszczenia gospodarcze spowodowane zostały również przez wojnę północną w latach 1700-1721.
W 1710 r. posiadał Dziewę kustosz kapituły włocławskiej, kanonik poznański Franciszek Wysocki. W 1770 r. należała do Andrzeja Słubickiego herbu Prus II, miecznika inowrocławskiego. W 1774 r. była w posiadaniu Dąbkowskiego. W 1780 r. Dziewa wraz z karczmą Czajka należała do Daniela Mittelstaedta, który w tym roku sprzedał ją Aleksemu Malczewskiemu. W 1796 r. właścicielami wsi byli Maciej i Magdalena Szuwalscy. Ich córka Anna poślubiła Jana Sobeskiego. Sobescy stali się właścicielami Dziewy w 1841 r. W 1865 r. sprzedali majątek Józefie Kapelańskiej. W 1881 r. wieś nabyli Niemcy Rudolf Timm i jego żona Wanda z domu Wegner. Wieś pozostawała w ręku rodziny Timmów do 1919 r., kiedy to przeszła na własność Władysława Sucharskiego, po którym w 1927 r. dziedziczyła Pelagia Sucharska. W 1946 r. majątek przejął Skarb Państwa Polskiego.
W wyniku I rozbioru Polski w 1772 r. Dziewa przypadła Prusom. W 1780 r. wieś zamieszkiwało 43 chłopów, w tym 3 innowierców. W latach 1807–1815 Dziewa wchodziła w skład Księstwa Warszawskiego. W 1815 r. przeszła ponownie pod panowanie Prus. W połowie XIX w. przeprowadzono meliorację gruntów. W latach 80. XIX w. wieś zajmowała obszar 1143 mórg, na którym mieszkało 115 osób, w tym 104 katolików i 11 ewangelików. Wśród mieszkańców było 55 analfabetów. Niedaleko wsi znajdowała się karczma Czajka. Na początku XX w. w Dziewie i Głojkowie został wydzielony przez państwo pruskie okręg łowiecki o powierzchni 625 ha. Wieś zajmowała wówczas obszar 387,21 ha. Zamieszkiwało ją 160 osób.
W 1919 r. wieś znalazła się w granicach II Rzeczypospolitej. W latach 20. XX w. folwark specjalizował się w hodowli owiec. W 1933 r. wieś weszła w skład gminy obwodowej Dąbrowa Biskupia. W latach 1939–1945 Dziewa znajdowała się pod okupacją hitlerowską. Wieś była miejscem kaźni 12 Polaków o nieustalonych nazwiskach. Niemcy zamordowali 2 mieszkańców Dziewy, których zwłoki w 1945 roku ekshumowano i pochowano na cmentarzu w Pieraniu. Wieś została wyzwolona w styczniu 1945 r.

## Podział administracyjny
W latach 1975–1998 miejscowość administracyjnie należała do województwa bydgoskiego.

## Demografia
Według Narodowego Spisu Powszechnego (III 2011 r.) wieś liczyła 54 mieszkańców. Jest 24. co do wielkości miejscowością gminy Dąbrowa Biskupia.

## Zabytki
Dwór z końca XIX w. - Dwór opuszczony, w ruinie
Park z końca XIX w. - o pow. około 1,5ha. W jego płd. części znajduje się urokliwy staw. Układ parku jest nieczytelny ze względu na bujnie rozrastające się samosiewy krzewów i drzew liściastych. Wśród cennego starodrzewu dominują dęby szypułkowe, w tym okazy pomnikowe.
Obora i spichlerz. z XIX w.
Domy kolonii mieszkalnej z końca XIX w.